# Ulgersmaborg (wijk)
Ulgersmaborg is een wijk in het noordoosten van de stad Groningen. De naam is ontleend aan het hoofdelingengeslacht Ulgers en hun adellijke behuizing, de Ulgersmaborg, die in de 19e eeuw werd afgebroken. Deze borg bevond zich in de hoek tussen de Pop Dijkemaweg en het Meedenpad. Op die plek staat nu een paardenboerderij. Het buiten Zorgwijk lag daar, gezien vanuit het zuidwesten, direct achter. De beide borgterreinen worden nu gescheiden door de Oostelijke Ringweg.
Ulgersmaborg ligt tussen het gebied Kardinge en de Oosterparkwijk. De wijk stamt uit de jaren '80. Het is een echte gezinswijk met veel gezinswoningen en speelruimten. De dichtstbijzijnde basisschool is in het voormalige dorp Oosterhoogebrug, dat tegen de zuidkant van Ulgersmaborg aan ligt. Alle straten in deze wijk zijn vernoemd naar planten, zoals dragon, gentiaan, koriander en tormentil.
Oorspronkelijk werd met Ulgersmaborg het gebied tot en met de huidige wijk De Hunze aangegeven. Deze naam was, in het kader van het structuurplan Noorddijk, gegeven aan het tussengebied; het middengebied lag aan de andere kant van de huidige ringweg, toen nog (aan te leggen) interstadsdeelweg genoemd. De huidige wijk werd (en wordt) hierbinnen aangegeven met de term Ulgersmaborg-zuid. Volgens de bestemmingsplannen moest het een menggebied worden van wonen en werken met vooral veel groen. Maar door allerlei oorzaken, waarvan de tegenvallende verkoop van grond voor kantoorbouw de belangrijksten waren, doemden miljoenenverliezen op. Daarom werd in allerijl besloten om het (recreatief) groen en bedrijfsgebied te gaan bebouwen en de bebouwing ook dichter op elkaar te zetten. De wijkbewoners waren hier nogal ontstemd over, maar kregen de kinderboerderij 'beestenborg' als zoenoffer. Vooral in het begin, toen de aansluiting op de oostelijke ring nog niet gereed was, heeft de wijk veel last gehad van verkeer dat van de stad op en neer naar Lewenborg forensde. Ook de route die de bus door de wijk zou moeten volgen is een gevoelig strijdpunt geweest: de winkeliersvereniging Lewenborg sponsorde zelfs het verzet tegen het opheffen van de lijn naar hun wijk. Sinds kort mag de jaarlijkse volleybalwedstrijd zich in een revival verheugen en lijkt het jaarlijks terugkerende nieuwjaarsvuur op de hoek van de Akeleiweg en de Kamilleweg het enige te zijn dat de gemoedelijke rust van het wijkje verstoort (zwarte plek op het grasveld in de foto).